# Altweidelbach
Altweidelbach es un municipio situado en el distrito de Rin-Hunsrück, en el estado federado de Renania-Palatinado (Alemania). Tiene una población estimada, a mediados de 2023, de 284 habitantes.